# Puchar Słowacji w piłce siatkowej mężczyzn (2018)
Puchar Słowacji w piłce siatkowej mężczyzn 2018 (słow. Slovenský pohár vo volejbale mužov 2018) – 20. sezon rozgrywek o siatkarski Puchar Słowacji, który odbył się w dniach 2-4 lutego 2018 roku.
W rozgrywkach o Puchar Słowacji wzięło udział sześć drużyn, które zajęły najwyższe miejsce po fazie zasadniczej Extraligi. Dwie pierwsze drużyny po fazie zasadniczej rywalizację rozpoczynały od półfinałów, pozostałe natomiast rozgrywały dodatkowo mecze ćwierćfinałowe.
Miejscem rozegrania wszystkich spotkań była Športová hala w Prievidzy.
Po raz pierwszy Puchar Turcji zdobył zespół VK Prievidza, który w finale pokonał TJ Slávia Svidník.

## Tabela Extraligi po fazie zasadniczej
| Lp. | Drużyna                | Pkt | Mecze | Mecze | Mecze | Rodzaj wyniku | Rodzaj wyniku | Rodzaj wyniku | Rodzaj wyniku | Rodzaj wyniku | Rodzaj wyniku | Sety | Sety | Sety  | Małe punkty | Małe punkty | Małe punkty |
| Lp. | Drużyna                | Pkt | M     | W     | P     | 3:0           | 3:1           | 3:2           | 2:3           | 1:3           | 0:3           | wyg. | prz. | stos. | zdob.       | str.        | stos.       |
| --- | ---------------------- | --- | ----- | ----- | ----- | ------------- | ------------- | ------------- | ------------- | ------------- | ------------- | ---- | ---- | ----- | ----------- | ----------- | ----------- |
| 1   | VK Prievidza           | 42  | 16    | 14    | 2     | 10            | 3             | 1             | 1             | 0             | 1             | 44   | 11   | 4     | 1325        | 1030        | 1.29        |
| 2   | VKP Bystrina SPU Nitra | 41  | 16    | 14    | 2     | 9             | 4             | 1             | 0             | 2             | 0             | 44   | 12   | 3.67  | 1371        | 1114        | 1.23        |
| 3   | TJ Slávia Svidník      | 33  | 16    | 10    | 6     | 8             | 2             | 0             | 3             | 2             | 1             | 38   | 20   | 1.9   | 1304        | 1245        | 1.05        |
| 4   | VK Mirad PU Prešov     | 29  | 16    | 10    | 6     | 6             | 2             | 2             | 1             | 3             | 2             | 35   | 24   | 1.46  | 1360        | 1299        | 1.05        |
| 5   | VK KDS Šport Košice    | 24  | 16    | 8     | 8     | 6             | 2             | 0             | 0             | 6             | 2             | 30   | 26   | 1.15  | 1297        | 1211        | 1.07        |
| 6   | TJ Spartak Myjava      | 22  | 16    | 8     | 8     | 3             | 3             | 2             | 0             | 3             | 5             | 27   | 31   | 0.87  | 1264        | 1282        | 0.99        |
| 7   | MVK Zvolen             | 12  | 16    | 4     | 12    | 1             | 2             | 1             | 1             | 0             | 11            | 14   | 40   | 0.35  | 1084        | 1269        | 0.85        |
| 8   | COP Trenčín            | 9   | 16    | 3     | 13    | 1             | 2             | 0             | 0             | 4             | 9             | 13   | 41   | 0.32  | 1110        | 1317        | 0.84        |
| 9   | VKM Stará Ľubovňa      | 4   | 16    | 1     | 15    | 0             | 1             | 0             | 1             | 1             | 13            | 6    | 46   | 0.13  | 899         | 1247        | 0.72        |

Źródło: svf.skl
Punktacja: 3:0 i 3:1 – 3 pkt; 3:2 – 2 pkt; 2:3 – 1 pkt; 1:3 i 0:3 – 0 pkt
Zasady ustalania kolejności: 1. liczba punktów; 2. liczba zwycięstw; 3. stosunek setów; 4. stosunek małych punktów; 5. bilans w bezpośrednich meczach
     półfinał Pucharu Słowacji
     ćwierćfinał Pucharu Słowacji

## Drabinka
|  |              |                     |              |   |                        |           |                     |           |   |              |       |       |       |
|  | Ćwierćfinały | Ćwierćfinały        | Ćwierćfinały |   |                        | Półfinały | Półfinały           | Półfinały |   |              | Finał | Finał | Finał |
|  | Ćwierćfinały | Ćwierćfinały        | Ćwierćfinały |   |                        | Półfinały | Półfinały           | Półfinały |   |              | Finał | Finał | Finał |
|  |              |                     |              |   |                        |           |                     |           |   |              |       |       |       |
|  |              |                     |              |   |                        |           |                     |           |   |              |       |       |       |
|  |              |                     |              | 1 | VK Prievidza           | 3         |                     |           |   |              |       |       |       |
|  |              |                     |              | 1 | VK Prievidza           | 3         |                     |           |   |              |       |       |       |
|  | 4            | VK Mirad PU Prešov  | 0            |   |                        | 5         | VK KDS Šport Košice | 0         |   |              |       |       |       |
|  | 4            | VK Mirad PU Prešov  | 0            |   |                        | 5         | VK KDS Šport Košice | 0         |   |              |       |       |       |
|  | 5            | VK KDS Šport Košice | 3            |   |                        |           |                     |           | 1 | VK Prievidza | 3     |       |       |
|  | 5            | VK KDS Šport Košice | 3            |   |                        |           |                     |           | 1 | VK Prievidza | 3     |       |       |
|  |              |                     |              |   |                        | 3         | TJ Slávia Svidník   | 0         |   |              |       |       |       |
|  |              |                     |              |   |                        | 3         | TJ Slávia Svidník   | 0         |   |              |       |       |       |
|  |              |                     |              | 2 | VKP Bystrina SPU Nitra | 0         |                     |           |   |              |       |       |       |
|  |              |                     |              | 2 | VKP Bystrina SPU Nitra | 0         |                     |           |   |              |       |       |       |
|  | 3            | TJ Slávia Svidník   | 3            |   |                        | 3         | TJ Slávia Svidník   | 3         |   |              |       |       |       |
|  | 3            | TJ Slávia Svidník   | 3            |   |                        | 3         | TJ Slávia Svidník   | 3         |   |              |       |       |       |
|  | 6            | TJ Spartak Myjava   | 0            |   |                        |           |                     |           |   |              |       |       |       |
|  | 6            | TJ Spartak Myjava   | 0            |   |                        |           |                     |           |   |              |       |       |       |

## Rozgrywki

### Ćwierćfinały
| Data       | Drużyna 1          |     | Drużyna 2           | Sety                  | Widzów |
| ---------- | ------------------ | --- | ------------------- | --------------------- | ------ |
| 02.02.2018 | VK Mirad PU Prešov | 0:3 | VK KDS Šport Košice | (23:25, 22:25, 20:25) | 200    |
| 02.02.2018 | TJ Slávia Svidník  | 3:0 | TJ Spartak Myjava   | (25:21, 25:21, 25:19) | 150    |

### Półfinały
| Data       | Drużyna 1              |     | Drużyna 2           | Sety                  | Widzów |
| ---------- | ---------------------- | --- | ------------------- | --------------------- | ------ |
| 03.02.2018 | VK Prievidza           | 3:0 | VK KDS Šport Košice | (25:20, 25:16, 25:22) | 500    |
| 03.02.2018 | VKP Bystrina SPU Nitra | 0:3 | TJ Slávia Svidník   | (22:25, 21:25, 18:25) | 400    |

### Finał
| Data       | Drużyna 1    |     | Drużyna 2         | Sety                  | Widzów |
| ---------- | ------------ | --- | ----------------- | --------------------- | ------ |
| 04.02.2018 | VK Prievidza | 3:0 | TJ Slávia Svidník | (25:20, 25:20, 25:20) | 1500   |